# Tamagusuku

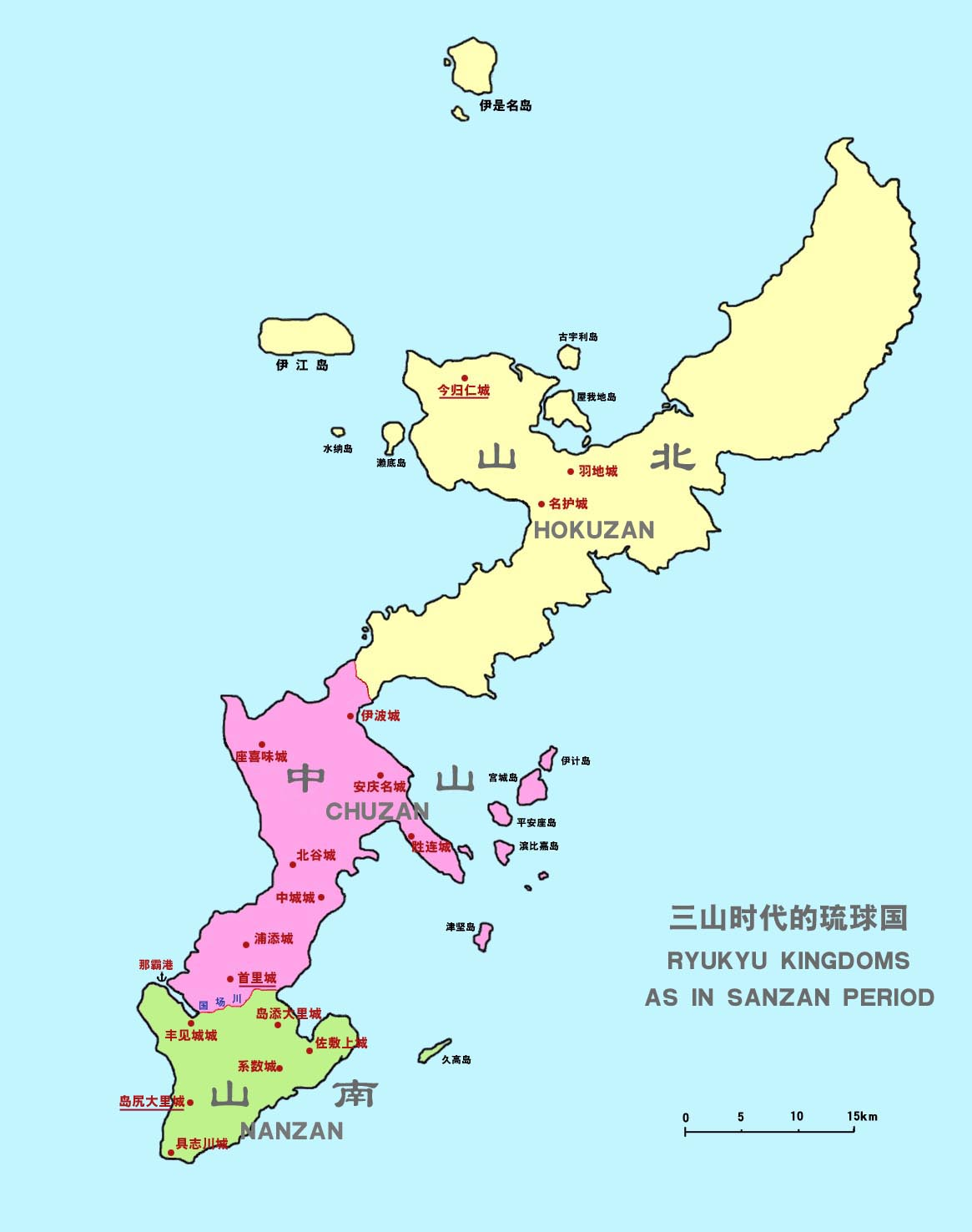
Carte de l'île d'Okinawa, avec les trois royaumes formés à la suite des rébellions contre la domination de Tamagusuku.

Tamagusuku (玉城, vers 1296-vers 1336) est un roi des îles Ryūkyū.

## Biographie
Tamgusuku est un « roi » du royaume okinawaïen de Chūzan d'environ 1314 à 1336. Il est le troisième fils du roi Eiji (r. 1309-1313) et quatrième de la lignée d'Eisō (r. 1260-1299).
Tamagusuku, qui succède à son père Eiji comme chef suprême des seigneurs locaux d'Okinawa à l'âge de dix-neuf ans, ne possède ni le charisme ni les compétences en leadership pour inspirer le respect et la loyauté des seigneurs (les aji). Un certain nombre de ses chefs se révoltent, et l'île d'Okinawa finit par être divisée en trois royaumes. Tamagusuku, qui reste à Urasoe, devient roi de Chūzan. Son incapacité à instituer des réformes ou des innovations en matière de gouvernance est généralement considérée comme l'une des causes de la chute de sa lignée (dynastie), qui prend fin avec Seii, fils et successeur de Tamagusuku.
Le seigneur d'Ōzato fuit vers le sud de la capitale de Tamagusuku à Urasoe et, avec ses partisans, forme le royaume de Nanzan (南山, « montagne du sud »).
Le seigneur de Nakijin, basé à quelque distance au nord, se déclare roi d'Hokuzan (北山, « montagne du nord »).

## Source de la traduction
- (en) Cet article est partiellement ou en totalité issu de l’article de Wikipédia en anglais intitulé « Tamagusuku » (voir la liste des auteurs).